# Naka-ku (Yokohama)
Naka-ku (中区?) es uno de los 18 distritos administrativos que conforman la ciudad de Yokohama, la capital de la prefectura de Kanagawa, Japón. Tenía una población estimada de 151 165 habitantes el 1 de septiembre de 2020 y una densidad de población de 7051 personas por km².

## Geografía
Naka-ku está localizado en la parte oriental de la prefectura de Kanagawa, y al este del centro geográfico de la ciudad de Yokohama. Su nombre significa «barrio medio.» En el distrito septentrional bajo, comúnmente conocido como Kannai, alberga el ayuntamiento de Yokohama y la sede del gobierno de la prefectura de Kanagawa. La parte central del barrio incluye terreno elevado, esta área, conocida como Yamate, ha sido durante mucho tiempo una zona residencial. A lo largo de la costa se encuentran tierras ganadas al mar sobre las cuales se construyeron instalaciones portuarias, parte del complejo Minato Mirai 21 y el parque Yamashita. Al sur están los muelles, las refinerías de petróleo y el puerto central de Yokohama. El río Nakamura, una rama del río Ōoka, atraviesa la parte norte del área. Los puntos más septentrionales y meridionales son tierras altas. Limita con los barrios de Nishi-ku, Isogo-ku y Minami-ku.

## Demografía
Según los datos del censo japonés, la población de Naka-ku ha aumentado ligeramente en los últimos 40 años.
| 116,923                                    | 124,718 | 140,167 | 146,033 | 148,312 | 149,036 | 149,598 |
| (Fuente: Oficina de Estadísticas de Japón) |         |         |         |         |         |         |